# Nyiry György
Nyiri György, Kerék (Debrecen, 1820 – Budapest, Ferencváros, 1905. október 25.) színész, színigazgató, 1848-49-es honvéd őrmester. 

## Pályafutása
1841. október 9-én lépett színpadra, jellemszerepeket alakított. 1848-ban mint honvéd Bem alatt harcolt Piskinél és Szelidenknél. 1853-tól volt színigazgató az 1870-es évek elejéig, másodosztályú társulatot szervezett. Néhány év szünet után 1874–75-ben újból létrehozott egy társulatot. 1881-ig lépett fel színészként, ezután elhagyta a pályát. 1892. január 9-én Gyergyószentmiklóson ünnepelte 50 éves színészi jubileumát Tóvölgyi Béla társulatában, a Prófétában. Felesége Némethy Anna színésznő volt. 1905-ben hunyt el a budapesti Honvédkórházban. Örök nyugalomra helyezték a kőbányai temetőben (28. II. tábla IV. sor, 9. szám). Sírkövét az Országos Színészegyesület állította.

## Működési adatai
1844: Kilényi Dávid; 1845: Hetényi József; 1869–70: Miskolc; 1871: Bokody Antal; 1871–72: Aradi Gerő; 1873–74: Mór, Keszthely, Mindszent, Szentes; 1878: Nagykőrös, Szolnok; 1878–79: Kárpáthy György; 1880–81: Nyéki János. 
Igazgatóként: 1853: Szarvas; 1866: Máramaros; 1867: Nagykálló; 1874–75: Nagyszeben, Lippa, Belényes, Vinga.